# 圖爾武 (聖卡塔琳娜州)
图尔武是巴西圣卡塔琳娜州的一个市镇。总面积233.941平方公里，总人口11031人，人口密度47.2人/平方公里。